# イーベイツ
イーベイツ(Ebates)はサンフランシスコに本社を置く米国のキャッシュバック・ウェブサイト。同サイトは2000以上のオンライン小売業者のクーポン及びキャッシュバックを提供するショッピングポータルである。2014年に楽天によって買収された。
イーベイツはサイトのアフィリエイトネットワークのリンクを通じて商品が購入された時の手数料を得ている。イーベイツは手数料の一部を同社の会員にキャッシュバックの形で分配しており、小切手またはPayPalを通じて四半期ごとに会員に支払われる
1998年に設立されて以降、同社は以下の7つのネット企業とアプリを買収している: Extrabux、Pushpins、OneReceipt、BFAds、FatWallet、AnyCoupons とShopular。

## 歴史
イーベイツは1998年に元州検察官のアレサンドロ・イソラニとポール・ワッサーマンによってメンローパークで創設された。ベンチャーキャピタル企業のフォンデーション・キャピタルからの出資を受け 、1993年5月3日に約40の小売業者からの最大25%のキャッシュバックを提供するEbates.comが開設された 。宣伝と口コミを通じ、Ebates.comは最初の週の後、一日に10万件のアクセスがあった
2000年に、イーベイツは200万人の会員と300のネット事業者が参加していると報告した。この初期の成長がベンチャーキャピタル企業のオーガスト・キャピタル、カナーン・パートナーズ、フォンデーション・キャピタル及びレムブランド・ベンチャー・パートナーズからの2500万ドルの出資につながった。イーベイツは同社の本社をメンロパークからサンフランシスコに移転した。
2001年、イソラニがワッサーマンの後を継ぎCEOに就任した。イーベイツはキャッシュのリベートで100万ドルを支払ったと報告した。
2008年、ケビン・H・ジョンソンが新CEOに就任した。ジョンソンは過去に「Acxiom Corporation」の一部門「Acxitom Digital」の社長及びゼネラルマネージャーを務めていた
2011年、同社はFatWalletとAnyCoupons.comを買収し、その後両者を合併させて新企業「パフォーマンス・マーケティング・ブランド」を発足させた 。翌年、イーベイツは無料のウェブ及びiOSアプリ「OneReceipt」を買収した 。2016年8月、OneReceiptは閉鎖された
2012年の夏に、イーベイツはイーベイツ・カナダを設立して海外への展開を開始し 、その後、アジアへも事業を拡大した(中国 、韓国 及びシンガポール)。
2013年、同社の会員はイーベイツを通じて22億ドル相当のショッピングをしていた。同年にパフォーマンス・マーケティング・ブランドは生鮮食品アプリ「Pushpins」を買収した
2014年9月、イーベイツは楽天に10億ドルで買収された
2016年3月、イーベイツは携帯製品発見アプリShopularを買収した

2017年2月、イーベイツは「PopSugar Inc」からShopStyleとCosmic Cartを買収した
2017年5月、イーベイツはアミット・パテルが新CEOに選ばれたとし、ケビン・H・ジョンソンは取締役として残ると発表した 

## 製品

### キャッシュバックボタン
イーベイツのキャッシュバックボタンはブラウザ拡張機能であり、本機能を使うことでイーベイツのサイトを訪れることなくキャッシュバックを受け取ることができる。他にもキャッシュバックが利用できるときに通知する機能なども備わっている。

### 携帯アプリ
イーベイツのiPhoneとiPod Touch向けアプリが2013年10月に公開された。ウェブ版でも利用できる取引やキャッシュバックに加えて、アプリにはワンクリックの価格比較、取引ボード、プッシュ通知、SNSへの共有オプション機能を備えている 。イーベイツは2014年3月にAndroidアプリをリリースし 、2014年5月にiPadアプリも公開した。
完全なレビューのためにuptech.idウェブサイトでチェックできる実績のある有料の Aplikasi Penghasil Uang ケーションもあります。
また、sfcincodemayo.comサイトで入手できるライブ apk live bar bar もあります。確認してください。その後、techytips.eu.orgサイトに apk live china があります.

### インストア・キャッシュバック
インストア・キャッシュバックはイーベイツの利用者が多くのイーベイツの関連実店舗でのショッピング中にキャッシュバックを獲得できるサービスである。2016年に導入され、オンライン以外の手段で買い物ができるようになった。ユーザーは自身のクレジットカード情報をアカウントのウオレットに追加しその後、サービスを適格なカードにリンクさせることができる。店舗でカードを使用したときに購入情報はアカウントに反映され、キャッシュバックを獲得できる。